# Marila tomentosa
Marila tomentosa là một loài thực vật có hoa trong họ Calophyllaceae. Loài này được Poepp. mô tả khoa học đầu tiên năm 1840.